# L'Adieu au Connemara
L'Adieu au Connemara est un roman d'Hervé Jaouen publié en 2003.

## Résumé
En 1847 sur l'îlot d'Inishconga, Josephine, 17 ans, est la seule survivante sur 8 de sa famille. Le pourrissement des pommes de terre dû au guano a engendré un million de morts de faim en Irlande. Étant instruite, Will, Anglais pro-irlandais, la prend comme secrétaire et dit qu'elle est sa femme. Il lui fait écrire sa vie avec des poètes à travers l'Europe. Après mille embuches, ils embarquent vers les États-Unis. Ils se marient avant de débarquer au Québec mais il meurt du typhus. Elle se suicide en ayant Roberte.